# (19822) Vonzielonka
(19822) Vonzielonka est un astéroïde de la ceinture principale d'astéroïdes.

## Description
(19822) Vonzielonka est un astéroïde de la ceinture principale d'astéroïdes. Il fut découvert le 23 septembre 2000 à Socorro (Nouveau-Mexique) par le projet LINEAR. Il présente une orbite caractérisée par un demi-grand axe de 2,31 UA, une excentricité de 0,12 et une inclinaison de 4,8° par rapport à l'écliptique.

## Compléments